# Fejsal Mulić
Fejsal Mulić (serbisch-kyrillisch Фејсал Мулић; * 3. Oktober 1994 in Novi Pazar, BR Jugoslawien) ist ein serbischer Fußballspieler.

## Karriere

### Verein

#### Jugend
Als Jugendlicher spielte Mulić in seiner Heimatstadt beim FK Novi Pazar Fußball. Am 20. Mai 2012, dem letzten Spieltag der Super Liga 2011/12, wurde Mulic mit 17 Jahren erstmals im Erwachsenenfußball eingesetzt, als er in der Partie gegen den FK Jagodina in der Startaufstellung stand. Im folgenden Jahr kam er zu keinem weiteren Pflichtspieleinsatz für die erste Mannschaft des FK Novi Pazar.

#### Anfänge im Erwachsenenfußball
Im Sommer 2013 verließ Mulić sein Heimatland und wechselte nach Deutschland in die bayerische Landeshauptstadt München, wo er sich dem TSV 1860 anschloss. Bei den Sechzgern kam er für die U21 in der Regionalliga Bayern zum Einsatz, in der Spielzeit 2013/14 wurde 18 Mal eingesetzt, dabei schoss er ein Tor. Nur einmal bestritt er das ganze Spiel, zumeist wurde er im Lauf der Partie ein- oder ausgewechselt. Mitte März 2014 bestritt er sein letztes Saisonspiel, danach wurde er am Sprunggelenk operiert und fiel bis zum Sommer aus. In der folgenden Spielzeit 2014/15 gehörte er zur Stammbesetzung der kleinen Löwen und kam in den ersten 18 Saisonspielen immer zum Einsatz, wobei er achtmal zum Torerfolg kam. Anfang November 2014 wurde er von Markus von Ahlen, dem Cheftrainer des TSV 1860, in den Zweitligakader hochgezogen. Bei einem Testspiel gegen den FC Wohlen am 13. November kam er zu seinem ersten Einsatz für die erste Mannschaft der Löwen. Am 22. November gehörte Mulić erstmals bei einem Pflichtspiel zum Aufgebot der Profimannschaft und wurde beim Sieg bei Union Berlin in der Schlussphase für Rubin Okotie eingewechselt. Sein erstes Pflichtspieltor für die Münchner Löwen erzielte er am 8. August 2015 mit dem Siegtor in der 93. Spielminute zum 2:0 gegen die TSG 1899 Hoffenheim in der ersten Runde des DFB-Pokal.
Zur Winterpause der Spielzeit 2015/16 wechselte Mulić in die belgische Jupiler Pro League zu Royal Mouscron-Péruwelz. Dort erzielte er bereits bei seinem ersten Pflichtspieleinsatz am 23. Januar 2016 ein Tor gegen Sporting Lokeren. Seitdem spielte Mulic äußerst erfolgreich in Belgien, bevor er in die zweite israelische Liga zu Hapoel Tel Aviv wechselte. Seinen neuen Klub schoss er direkt in der ersten Saison zum Aufstieg.

### Nationalmannschaft
Am 8. September 2015 debütierte er auf internationaler Ebene für die serbische U-21-Nationalmannschaft gegen Litauen.